# Musikgrupp
En musikgrupp, även kallat ett band eller bara grupp, är en samling av musiker under ett gemensamt gruppnamn (jämför artistnamn) som framför egna eller andras melodier eller improviserar musikaliskt. För att kunna kallas musikgrupp ska det vara minst en duo (en grupp bestående av två musiker), även om det förekommer att enskilda artister kallas för "enmansband" om artisten exempelvis både sjunger och spelar flera instrument samtidigt. När en musikgrupp specialiserar sig på en viss musikgenre lägger man ofta namnet på genren före "grupp" eller "band" för att förtydliga – popgrupp, rockgrupp, jazzgrupp osv.

## Typer av musikgrupper

### Efter antalet musiker
- Duo – en grupp bestående av två musiker. Exempel: Simon & Garfunkel, Eurytmics, Nordman
  - En sång framförd av en duo kallas för duett
- Trio – en grupp bestående av tre musiker (se även jazztrio, stråktrio, pianotrio och powertrio). Exempel: Crosby, Stills & Nash, The Jimi Hendrix Experience, ZZ Top, Ebba Grön
  - En sång framförd av en trio kallas för terzett
- Kvartett – en grupp bestående av fyra musiker (se även pianokvartett, stråkkvartett och klarinettkvintett). Exempel: Abba, the Beatles, U2
- Kvintett – en grupp bestående av fem musiker (se även blåskvintett, pianokvintett, stråkkvintett och brasskvintett). Exempel: The Jackson 5, Europe
- Sextett – en grupp bestående av sex musiker (se även mässingssextett). Exempel: The Soundtrack of Our Lives
- Septett – en grupp bestående av sju musiker (se även hornseptett). Exempel: BTS
- Oktett – en grupp bestående av åtta musiker

### Efter musikernas instrument
- Slagverksensemble – en grupp trumslagare som spelar tillsammans

### Övriga grupptyper
- Coverband – en grupp vars repertoar huvudsakligen består av coverversioner
  - Tributband – en grupp som fokuserar på coverversioner på vissa band som en hyllning
- Demoband – benämning på en grupp, oftast okänd, som önskar skivkontrakt
- Förband – benämning på den grupp som uppträder innan huvudnumret vid en konsert
- Kompband – en grupp, ibland tillfälligt sammansatt och ibland mer beständig, som kompar en soloartist
  - Liveband – en grupp som regelbundet spelar med en soloartist live, men inte medverkar på skivinspelningarna. Ett exempel är Håkan Hellströms liveband som sedan 2008 års För sent för edelweiss inte används i studion, annat än enstaka medlemmar på enstaka låtar.
- Supergrupp – en grupp vars medlemmar sedan tidigare är berömda som soloartister, eller som medlemmar i någon berömd grupp